# Roomade
Roomade was een Brusselse kunstorganisatie opgericht in 1996 door Barbara Vanderlinden. Onder haar leiding heeft Roomade een reeks opmerkelijke tentoonstellingsprojecten gerealiseerd.
De oprichting van Roomade hield direct verband met de constatering dat in het midden van de jaren negentig in Brussel verschillende vitale functies en ruimtes voor hedendaagse beeldende kunst ontbraken. Roomade's plan was deze leemte op te vullen en creatieve actie te ondernemen op dit "terrain vague".
Opmerkelijke projecten waren onder meer Matt Mullican Under Hypnosis (1996), Laboratorium (met Hans-Ulrich Obrist) (1999), Indiscipline (2000), Boris Groys: The Art of Judgment Show (2000-2002), Carsten Höller: The Boudewijn Experiment (2000 –2001), en de reeks Office Tower Projects (1996-1998) in het Manhattan Center, de eerste wolkenkrabber naar Amerikaans model die in hartje Brussel oprees: een hallucinante vorm van uit de hand gelopen, megalomaan 'metropolitis' maar evengoed een droomterrein voor het creatieve denken. Roomade duidde de kern van het probleem terecht als een waanzinnige misrekening van schaal en formuleerde de ondertitel van haar Office Tower Manhattan Center Project als een tegenvoorstel : On the desperate en long neglected need for small events... (Over de wanhopige en lang verwaarloosde behoefte aan kleine evenementen...)."
Een artikel in Knack begin 1997 beschreef Roomade als een organisatie "voor de productie van kunstprojecten buiten het traditionele tentoonstellingscircuit, ingebed in een specifieke maatschappelijke situatie en bestemd voor een nieuw publiek."
In 2001 werd Roomade in De Witte Raaf beschreven als een organisatie die "werkt met kunstenaars, filosofen en andere intellectuelen aan projecten die nauwelijks te commercialiseren of te ‘musealiseren’ zijn. De nadruk ligt telkens op elementen van het artistieke of wetenschappelijke traject, die minder makkelijk binnen de structuren van de actuele kunstwereld passen. Meestal worden vrij bekende mensen uitgenodigd – zoals Matt Mullican, Bruce Mau, Bruno Latour, Chantal Mouffe… – maar Roomade tracht in het dominante publieke beeld van deze figuren steeds een lichte verschuiving aan te brengen."

## Geschiedenis
Het idee voor Roomade werd in 1995 ontwikkeld door Barbara Vanderlinden (oprichter). Het werd al vroeg ondersteund door internationale kunstenaars, zoals onder meer de Amerikaanse kunstenaar-curator Fareed Armaly, die samen met Vanderlinden de naam 'Roomade' bedacht, een samentrekking van de woorden 'room' en 'made' om de idee van 'ruimte maken' uit te drukken.
De vzw Roomade werd opgericht in 1996. Vanderlinden had onder meer Johannes Van Heddegem, de Belgische politicus Eric Antonis (1941-2014), curator Bart Cassiman en verzamelaar Anton Herbert (1938-2021) uitgenodigd om lid te worden van de raad van bestuur, Johannes Van Heddegem, werd de eerste voorzitter.
Aanvankelijk huurde de organisatie een bescheiden onderkomen in het klooster van de paters jezuïeten in Brussel (Sint-Joost-ten-Node), in 1999 verhuisde de organisatie naar een voormalig bananenrijperij uit de jaren 50 in de Koopliedenstraat in Brussel. Het pand huisvestte van 1999 tot 2006 Roomade's bibliotheek, archief, lezingenzaal en presentatieruimte.
In 1999 nodigde Antwerp Open vzw, een eenheid stedelijke cultuur van de Stad Antwerpen, Barbara Vanderlinden van Roomade uit om in het kader van het Van Dyck-jaar de rubriek hedendaagse beeldende kunst te bedenken. Naast de Laboratorium-tentoonstelling en het Ambient City-project, startte ze het Century Centre Project, een reeks tentoonstellingen in de leegstaande kantoorverdiepingen van het Century Center, London Tower, De Keyserlei 58-60 in 2018 Antwerpen.
In 2006 stapte de raad van bestuur van Roomade over naar de organisatie om de eerste Biënnale van Brussel te lanceren, waarna de juridische entiteit Roomade ophield te bestaan.
Enkele van de honderden kunstenaars, architecten, wetenschappers en filosofen die bij Roomade een platform kregen zijn onder meer: Matt Mullican, Rem Koolhaas, Tobias Rehberger, Bruno Latour, Chantal Mouffe, Andreas Slominski, Stefano Boeri, Carsten Höller, Tacita Dean en Boris Groys.

### Matt Mullican Under Hypnosis,1996

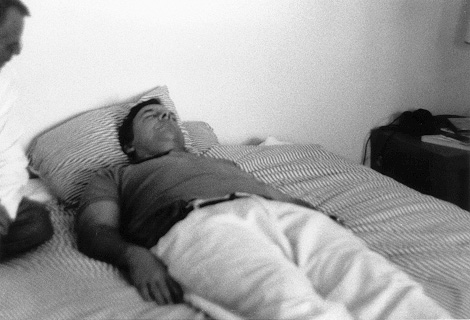
Matt_Mullican Under Hypnosis, Roomade (Lunatheater studio), Brussels. © Photo 1996 Barbara Vanderlinden

In 1996 werden op verschillende locaties in Brussel vijftien openbare performances opgevoerd en op video vastgelegd. Ze waren uitzonderlijk omdat ze werden uitgevoerd door de kunstenaar onder hypnose en titels hadden als Making a Drawing as a Four-year Old (Een tekening maken als een 4-jarige), Looking for a Picture (Een beeld zoeken) en Entering a Picture (Een foto binnengaan) of gewoon Smelling (ruiken). Het waren als reconstructies van Matt Mullican's identiteit als kunstenaar, opgebouwd uit herinneringen en beelden die in zijn onderbewustzijn waren opgeslagen om tijdens de uitvoeringen aan de orde te komen, buiten het censurerende bewustzijn om. De nieuwsgierigheid naar wat er gebeurt als het kritische bewustzijn wordt opgeschort, was precies waar Mullican naar op zoek was in deze uitvoeringen.  De uitvoeringen vonden plaats op verschillende private en publieke locaties in Brussel en op vrijdag 3 mei 1997 trad Mullican onder hypnose op in de Zuilenzaal van het Arenberginstituut te Leuven. Het was de eerste keer sinds eind jaren zeventig dat Mullican zijn hypnose-performances aan een publiek toonde.

### Office Tower Projects, 1996–1999

#### Office Tower Manhattan Center Projects, 1996–1997
Dit project vond plaats in de Manhattan Tower annex Sheraton Hotel, een groot gebouw in de Brusselse Noordwijk. Dit complex met parkeer- en winkelgalerijen kende een leegstand van circa 40%. Op verzoek van Roomade stelde zij een aantal van haar verdiepingen ter beschikking voor haar tentoonstellingsprojecten. Het project, getiteld On the Desperate and lang verwaarloosde behoefte aan kleine evenementen, omvatte continue videoprojecties van Marie José Burki, verlicht in 4 winkelpuien aan de Bolwerklaan vanaf 19.00 uur. tot de ochtend. Op de ramen verschenen sterk vergrote vogelkooien met daarin een vink, die constant van de ene stok naar de andere stuiterde. Op de 12e verdieping werden doorlopend tien videoprojecties vertoond van de optredens onder hypnose die Matt Mullican het voorbije jaar in Brussel en Leuven in opdracht van Roomade uitvoerde. Op de 26e verdieping was Agency by Kobe Matthys te vinden, een module bestaande uit gipsplaten met tv, geluidsinstallatie en enkele banken. Deelnemende kunstenaars en projecten: Marie-José Burki: Exposure / Exposure Daylight (begane grond); Matt Mullican onder hypnose (12e verdieping); Regina Möller: Meinen Arbeitsplatz gibt es noch nicht (Mijn baan is nog niet uitgevonden) (20e verdieping); Kobe Matthys: Agentschap (26e verdieping).

#### Century Center Project, 1999

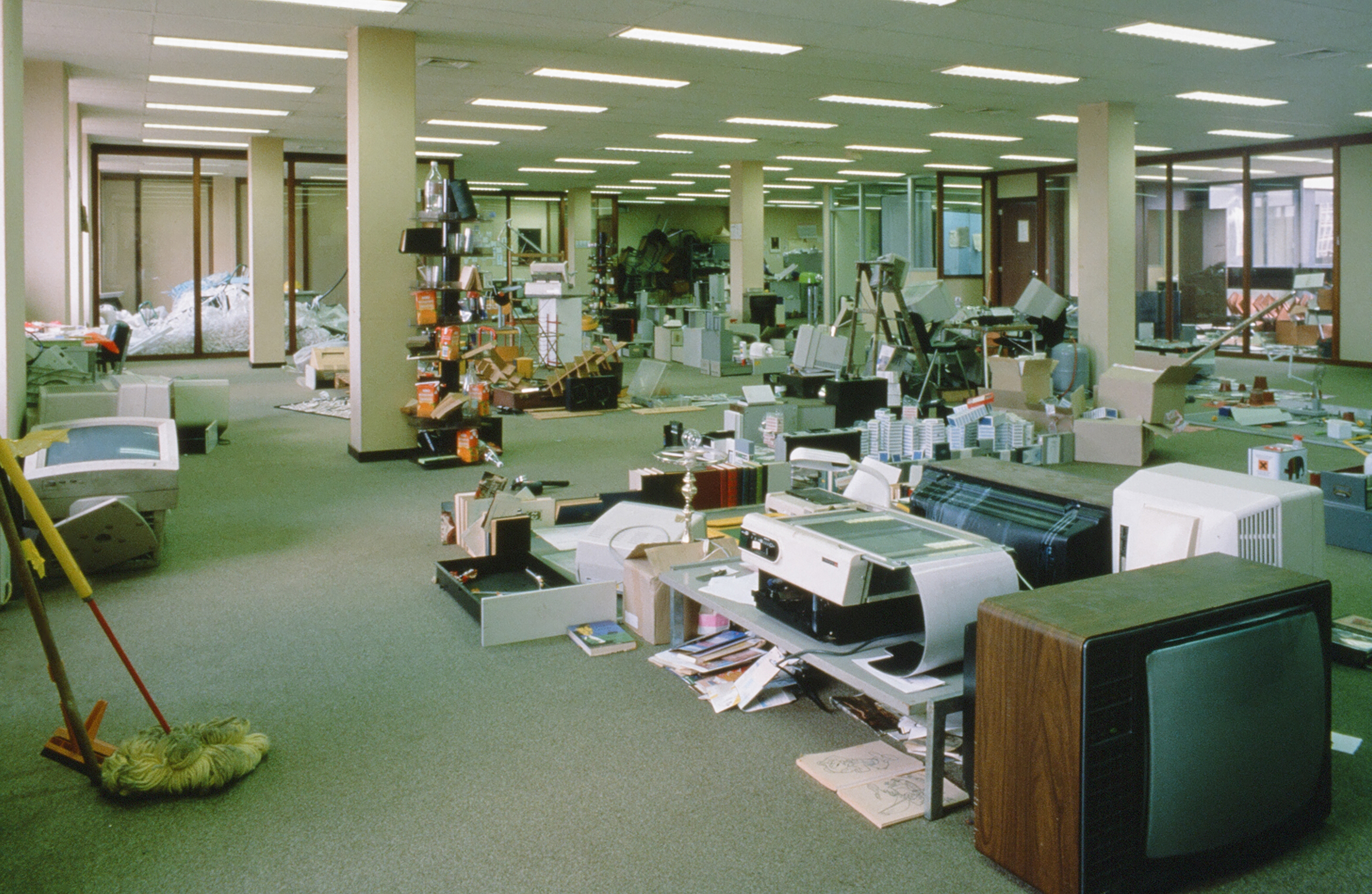
Tomoko Takahashi, Office Work at Century Center, Roomade - Century Center Project, Antwerp, 1999 © Photo1999 Barbara Vanderlinden.

In 1999 nodigde Antwerp Open, een eenheid stedelijke cultuur van de Stad Antwerpen, Barbara Vanderlinden en Roomade uit om in het kader van het Van Dyck-jaar de rubriek hedendaagse beeldende kunst te bedenken. Naast de Laboratorium-tentoonstelling en het Ambient City-project startte ze het Century Center Project, een reeks tentoonstellingen op leegstaande kantoorverdiepingen van het Century Center / London Tower op De Keyserlei 58-60 in 2018 Antwerpen. Dit was in de directe omgeving van het Centraal Station waar men via een onopvallende glazen pui tussen een hamburgertent en een krantenwinkel de lift naar de vrijgekomen verdiepingen kon nemen. Een maand lang was de tweede seconde van het Century Center de eenzame werkruimte van de Koreaan Koo Jeong-a. Het resultaat was een poëtische installatie met talloze en soms bijna onmerkbare interventies van Koo. De meest opvallende 'dingen' waren in elkaar gezet schaalmodellen van een post-, telecommunicatie- en stationsgebouw. De gebruikte lijm, de schaar en de vlijmscherpe mesjes lagen hier en daar verspreid. De presentatie van de banale alledaagse materialen op het snijvlak van afval en kunst. Er waren sterrenbeelden met schilfers van muren en potloden of elastische banden die op een picturale manier waren verspreid en mini-architectuurmodellen gemaakt van plastic verpakkingsdozen. Hier en daar strooide ze talkpoeder op een tafel of rond de contouren van objecten als 'sneeuw'. Over dit project schreef Luc Lambrecht in De Morgen: "Voor het grote publiek blijft het een problematische tentoonstelling: er is weinig te zien, maar met een vingertopje kan een hele wereld opengaan. Juist in de niet-artistieke aard van deze interventie die de poëzie is die zich vastklampt aan de gewone en verwaarloosde details van het dagelijks leven." Na een presentatie van Koo Jeong-a op de tweede verdieping, opende op de vierde verdieping de tentoonstelling van Tomoko Takahashi,  waar ze stapels afgedankt kantoormeubilair, computerschermen en hardware, speelgoed, gereedschap, typemachines, huishoudgerei en allerlei rommel. Dit materiaal assembleerde ze minutieus tot eilanden van bedrijvigheid en werkplekken. In het 'archief' lag een stapel computerpapier op de grond. Elders in een 'proceskamer' stond een massa elektronica naast een rommelige reeks foto's van genummerde containers; op de afdeling 'boekhouding' rammelen rekenmachines, enzovoort. Elders lagen kleinere composities op de grond, weer opgebouwd rond een bepaald motief of functie (bijvoorbeeld een koffiehoek, een techniek-ruimte [met grof en fijn afval] en een ontspanningsruimte). Hier en daar brandde een beeldmonitor aarzelend, een ventilator draaide, of een draaischijf draaide eindeloos iets triviaals. Takahashi liet genoeg chaos en ongelukken toe om een al te eenzijdige interpretatie een halt toe te roepen. Via de centraal gelegen vide konden bezoekers van de bovenverdieping van de tijdelijke tentoonstellingsruimte kijken naar de benedenverdiepingen, die dienst deden als kantoor.

### Ambient City,1999
Ambient City - Transient RADIO was een maand lang transient radio in de stad Antwerpen. Bedacht door Tommi Grönlund, Pettri Nisunen, Iiro Auterinnen, Matti Knaapi en in opdracht van Roomade. 'S Nachts, bij het passeren van het Koninklijk Museum voor Schone Kunsten in Antwerpen, was een enorm beeldhouwwerk te zien dat oplichtte op het dak van het museum. Het dansende licht legde de cadans vast van de live-uitzendingen van Ambient City, een radio-experiment van een aantal Finse artiesten. Wie wilde meeluisteren met het overvolle programma dat dag en nacht draaide, kon gewoon afstemmen op frequentie Antwerpen 93.9.

### Laboratorium, 1999
De laatste tentoonstelling die Roomade voor het Van Dyck-jaar bedacht, was het tentoonstellingsproject Laboratorium van de curatoren Barbara Vanderlinden en Hans Ulrich Obrist. Het doel van Laboratorium was om "de grenzen en de mogelijkheden te identificeren van de plaatsen waar cultuur en kennis worden gemaakt", door in de stad "netwerken op te zetten die de zeer gespecialiseerde werken van wetenschappers, kunstenaars, dansers en schrijvers met elkaar verbinden". Het was bedoeld om de plaatsen te tonen waar wetenschap en kunst worden beoefend: laboratoria en werkplaatsen of studio's. Aangezien dit productielocaties zijn, waar processen aan de gang zijn, kon er geen sprake zijn van een kant-en-klare tentoonstelling. Geen statische weergave van objecten. Geen strikte afbakening op de muren en in de zalen van een museum. Geen catalogus bij de start. Dat kwam aan het einde, toen de door Bruce Mau ontwikkelde Book Machine zijn werk had gedaan. Laboratorium poneerde geen premisse over de relatie tussen kunst en wetenschap. Het was gebaseerd op een ontmoeting tussen de werkprocessen van kunstenaars en wetenschappers in hun studio's, werkplaatsen en laboratoria, die voor de gelegenheid open waren voor het publiek. De discussies resulteerden in een netwerk waarmee het publiek werd verbonden. Reisde als Laboratorium Archief (in samenwerking met Nico Dockx en Kobe Matthys) naar Z33, Hasselt, 2002; als Laboratorium (als onderdeel van Experiment Marathon Reykjavik, samengesteld door kunstenaar Olafur Eliasson) naar Reykjavik Art Museum, Reykjavik  waar het archief van de tentoonstelling Laboratorium werd gepresenteerd op een raamwerk door Yona Friedman.

### Indiscipline, 2000
Indiscipline waren acht "presentaties" van kunstenaars, psychoanalytici, filosofen, theatermakers en anderen in het Centrum Brussel 2000 en op de website van Roomade. Het idee was om de intellectuelen uit te dagen om deel te nemen aan het creatieve proces van het maken van tentoonstellingen en om hun intellectuele bevindingen direct openbaar te maken. Anderzijds nodigde Indiscipline de kunstenaars uit om verder te gaan dan de taal van hun respectievelijke disciplines. Daarbij was het project "ongedisciplineerd" en bewoog het zich tussen de structuren van theater, happening, tentoonstellingen, workshops en internet en demonstreerde het de complexiteit van cultuur en culturele productie. Het project werd mede samengesteld door Barbara Vanderlinden en Jens Hoffmann. Deelnemers waren onder meer: Richard Foreman, Suely Rolnik, Chantal Mouffe, Everlyn Nicodemus, Liam Gillick, Boris Groys, Martha Rosler, Oladélé Ajiboyé Bamgboyé.

### Carsten Höller: The Boudewijn Experiment,2000–2001

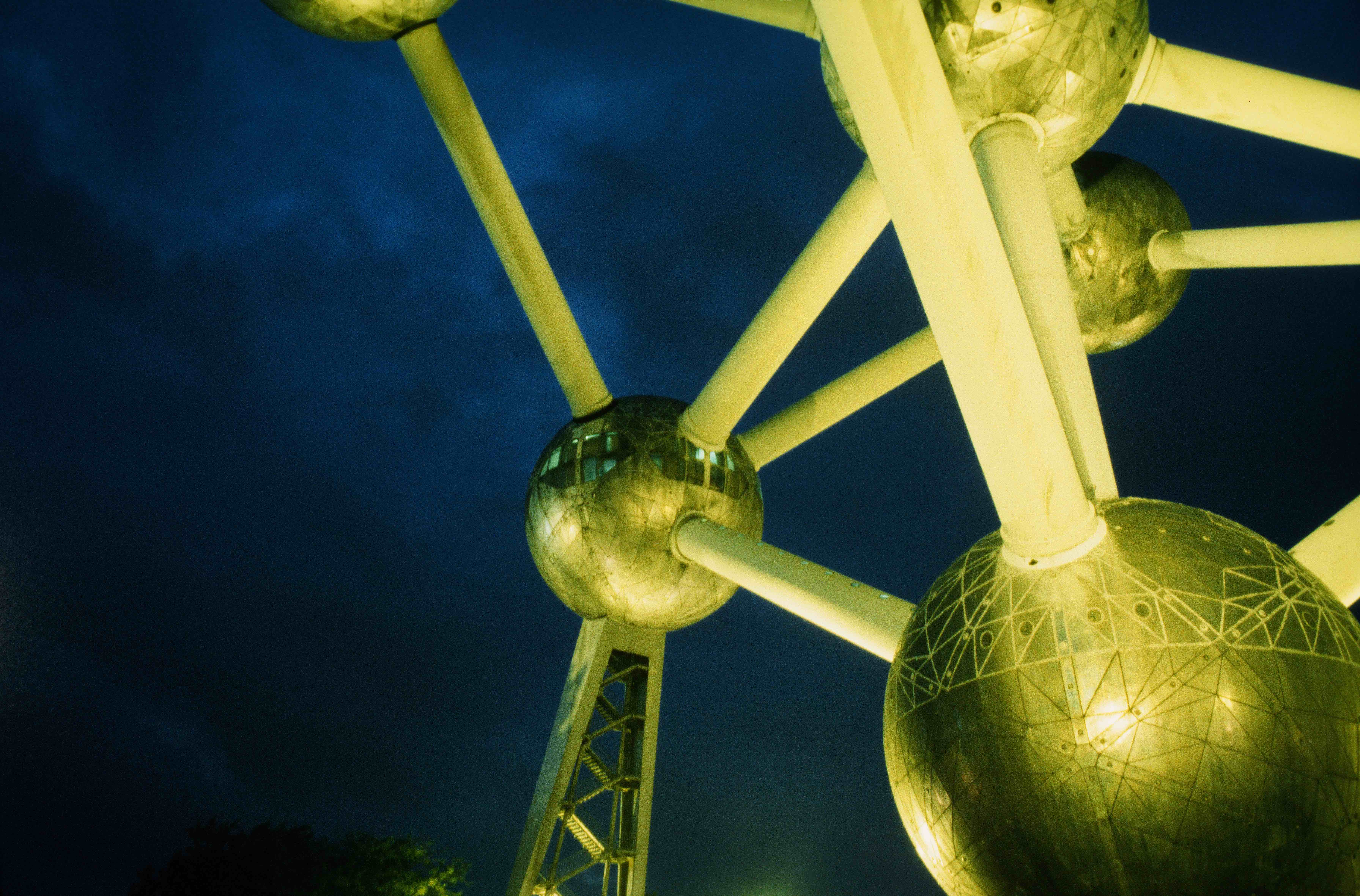
Carsten Höller, The Baudouin Boudewijn Experiment, Roomade - Atomium, Brussels, 2001. © Photo Barbara Vanderlinden.

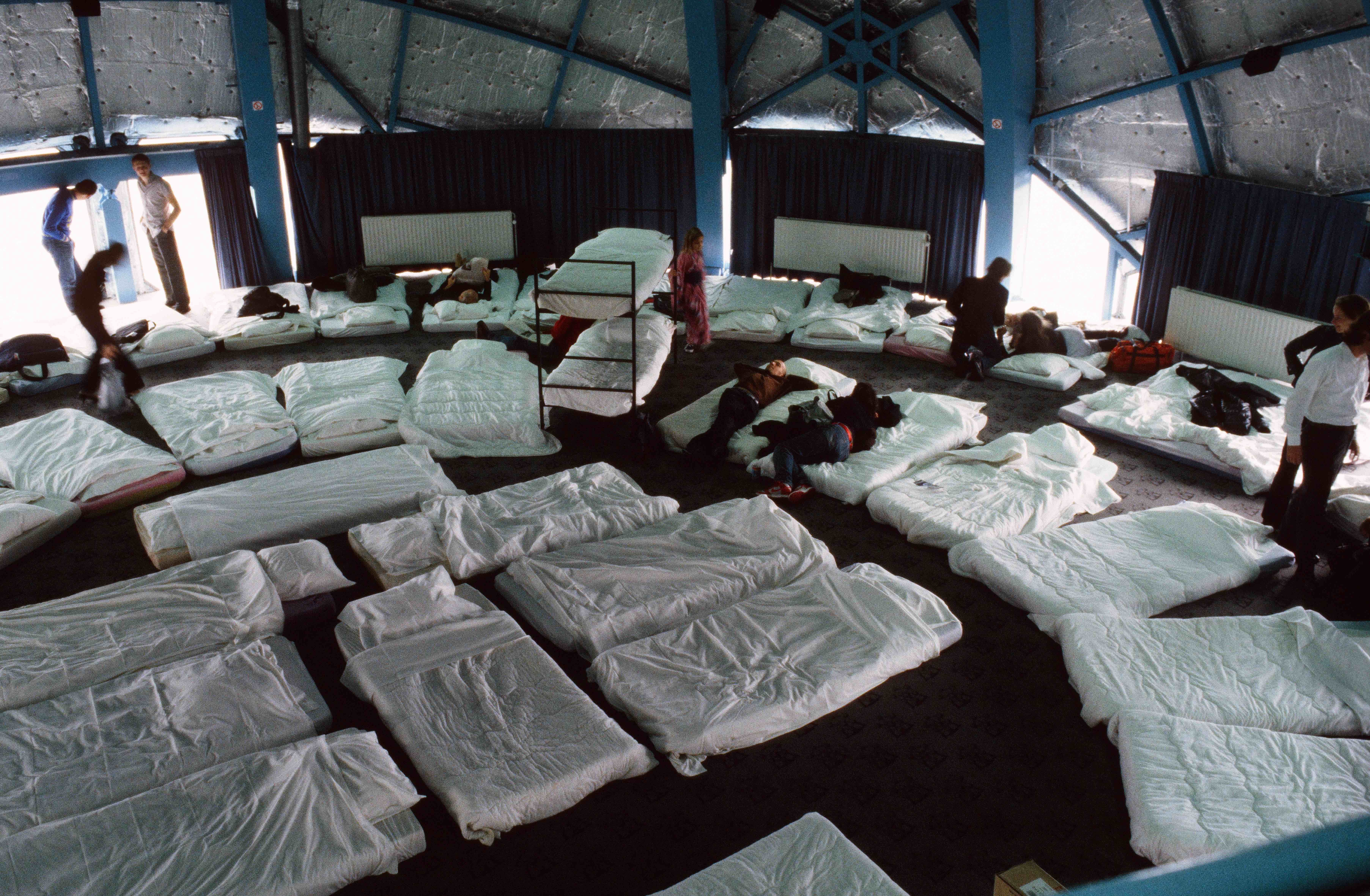
Carsten Höller, The Baudouin Boudewijn Experiment, Roomade - Atomium, Brussels, 2001. © Photo Barbara Vanderlinden.

Het Baudouin/Boudewijn-experiment vond plaats in een van de beroemdste architecturale monumenten van België: het Atomium. Het Atomium, gebouwd als Belgisch paviljoen voor de Wereldtentoonstelling van 1958 in Brussel, imiteert de structuur van een atoom en bestaat uit negen bollen die door buizen met elkaar zijn verbonden. In de Brusselse en Europese Conferentiezalen, gelegen in de centrale bol, werd een ruimte ingericht voor 100 mensen die werden uitgenodigd om vierentwintig uur in de ruimte door te brengen, om een dag uit hun gebruikelijke, "productieve" leven te stappen. Van 27 september 10.00 uur tot 28 september 2001 10.00 uur was de ruimte afgesloten voor de buitenwereld. De toegang van het publiek werd geweigerd en de bewoners mochten hun normale activiteiten staken. Ze deden helemaal niets, en ze deden het collectief. De nodige infrastructuur zoals meubilair, voeding, sanitaire installaties en veiligheidsmaatregelen werden voorzien. Hoewel er geen specifiek programma of entertainment werd voorgesteld, waren de deelnemers vrij om mee te nemen wat ze wilden. In wezen was het experiment een ervaring van wat er gebeurt als mensen worden bevrijd van hun gebruikelijke beperkingen en toch collectief worden beperkt tot een bepaalde ruimte en tijd. Het Baudouin/Boudewijn-experiment werd niet door middel van film of video gedocumenteerd; de enige "opnames" waren de herinneringen van de deelnemers en werden verspreid via de verhalen die ze na het evenement vertelden. Het experiment was dus volkomen onwetenschappelijk, aangezien objectiviteit niet het doel was. Het was eerder een unieke kans om samen de mogelijkheden te ervaren om te ontsnappen aan de dagelijkse routine, om deel te nemen aan een uniek evenement met een onduidelijke uitkomst. De deelnemers aan het experiment volgden het voorbeeld van wijlen H.M. Boudewijn, koning van België, die op 4 april 1990 gedurende vierentwintig uur onbekwaam werd verklaard om het land te regeren, en dus zijn koninklijke activiteiten tijdens deze periode schorste.

## The Manifesta Decade, 2005
Samen met zijn hedendaagse kunstprojecten ondernam Roomade een reeks kritische studies die tentoonstellingspraktijken en hun geschiedenis onderzoeken. The Manifesta Decade, Debates on Contemporary Art Exhibitions and Biennials in Post-Wall Europe (2005; mede gepubliceerd door MIT Press) markeerde inhuldiging van deze serie.

## Exhibition history (selection)
Solo exhibitions
- Gert Verhoeven: Papa m'a + préproduction, Roomade, Brialmontstraat, Brussels, 31 januari–eindatum ongekend, 1997.[29]
- Matt Mullican Under Hypnosis, verschillende locaties in Brussel en Leuven, 28 april–4 mei 1996. Inclusief Lunatheater (appartement 604), Brussel, 28 april 1996; Nieuwstraat, Brussel, 1 mei 1996; Plateau Theater, Brussel, 2 mei 1996; Arenberg Instituut, Leuven, 3 mei 1996; Lunatheater (appartement 604), Brussel, 4 mei 1996.
- Marie-José Burki: Exposure / Exposure Daylight, Grimbergen Luchthaven, Grimbergen, 30 augustus 1997.
- Carsten Höller: The Baudouin/Boudewijn Experiment. A Deliberate, Non-Fatalistic, Large-Scale Group Experiment in Deviation, Centrum Brussel 2000, 26 oktober–3 december 2000 (geannuleerd). Opgevoerd in het Atomium, Eeuwfeestlaan, 1020 Brussel, 27–28 September 2001, 24 uur, van 10 to 10 uur.
- Boris Groys: The Art Judgement Show, ZKM | Zentrum für Kunst und Medientechnologie Karlsruhe, 10 januari 2001, en Roomade, april–mei 2001. Reisde als Poglej in presodi  / The Art Judgement Show naar Mala Galerija, 11 april–27 mei 2001;[30] The seventh international art fair Art Moscow, 15–20 mei 2003.[31]

Group exhibitions
- Office Tower Manhattan Center Project I: On the Desperate and long neglected need for small events, Office Tower Manhattan Center, Brussel, 20 februari–30 maart 1997. Participants: Marie-José Burki: Exposure / Exposure Daylight (gelijksvloer); Matt Mullican Under Hypnosis (de verdieping); Regina Möller: Meinen Arbeitsplatz gibt es noch nicht (My Job Hasn't been invented yet) (20ste verdieping); Kobe Matthys: Agentschap (26ste verdieping).
- Office Tower Manhattan Center Project II: Inmitten der dingen aber im centrum con nichts, Office Tower Manhattan Center, Brussel, 12 december 1997.  Participants: Jan Fabre & Ilya Kabako: Een ontmoeting - Vstrecha; Barbara Vanderlinden and Hans-Ulrich Obrist: Een reflectie over tentoonstellingsplekken (Horizon Club, 30ste verdieping); Andreas Slominski: Bird Feed.
- Office Tower Manhattan Center Project III, Office Tower Manhattan Center, Brussel, 3 maart–3 mei 1998. Deelnemers: Anne Daems; Regina Möller: Meinen Arbeitsplatz gibt es noch nicht (My Job Hasn't been invented yet) (20ste verdieping); Tobias Rehberger: Missing Colors II (26ste verdieping).
- Fascinerende Facetten van Vlaanderen. Twee uur breed of twee uur lang (Fascinating Faces of Flanders, Two Hours Wide or Two Hours Long), Centro Cultural de Bélem, Lissabon, 20 juni–25 oktober 1998. Reisde naar Koninklijk Museum voor Schone Kunsten, Antwerpen, 6 december 1998 – 31 januari 1999. Deelnemers: Marcel Broodthaers, Jef Cornelis, Anne Daems, Raoul De Keyser, Lili Dujourie, Lionel Estève, Jan Fabre and Ilya Kabakov, Jef Geys, Johan Grimonprez, Ann Veronica Janssen, Aglaia Konrad, Franciska Lambrechts, Martin Margiela, Kobe Matthys, Everlyn Nicodemus, Honoré d'O, Panamarenko, Roger Raveel, Joëlle Teurlinckx, Luc Tuymans, Jan Vercruysse, Gert Verhoeven.
- Ambient City - Transient RADIO, Koninklijk Museum voor Schone Kunsten, Antwerpen, 25 februari–3 maart 1999.
- Laboratorium, Provinciaal Museum voor Fotografie and the city of Antwerp, 28 juni–3 oktober 1999. Reisde als Laboratorium Archives (in samenwerking met Nico Dockx en Kobe Matthys) naar Z33, Hasselt, 2002; als Laboratorium Archive (als onderdeel van Experiment Marathon Reykjavik, samengesteld door de kunstenaar Olafur Eliasson) naar Reykjavik Art Museum, Reykjavik, 15 mei–24 augustus 2008.[25]  Deelnemers: Bruno Latour; Matt Mullican; Mark Bain; Lewis Baltz; Oladélé Ajiboyé Bamgboyé; Thomas Bayrle; Wiebe E. Bijker; James Lee Byars; Harry M. Collins; Jef Cornelis; Anne Daems; Tacita Dean; Lionel Estève; Jan Fabre; Harun Farocki; Hans-Peter Feldmann; Peter Fischli and David Weiss; Michel François; Peter Galison; Frank O. Gehry; Liam Gillick; Joseph Grigely; Carsten Höller; In situ production; Henrik Plenge Jakobsen; Alexander Kluge; Koo Jeong-a; Rem Koolhaas; Laboratoire Agit-Art; Adam Lowe; Ken Lum; Armin Linke; Sarat Maharaj; Erwan Mahéo; Jean-Charles Massera; Kobe Matthys; Bruce Mau; Jonas Mekas; Gustav Metzger; Jean-Luc Moulène; Matt Mullican; Gabriel Orozco; Panamarenko; Marko Peljhan; Jason Rhoades; Martha Rosler; Xavier Le Roy; Rupert Sheldrake; Luc Steels; Isabelle Stengers; Meg Stuart; Tomoko Takahashi; Rosemarie Trockel; Francisco J. Varela; Lawrence Weiner."[21]
- Spreken is waarnemen, is voorstellen, is leren (To Speak is to Perceive is to Present is to Learn), Roomade, Koopliedenstraat 60–62, Brussel, 28 oktober–28 november 1999. Deelnemers (selectie): Vito Acconci, John Baldessari, Robert Barry, Georg Baselitz, Thomas Bayrle, Dara Birnbaum, Christian Boltanski, Saskia Bos, Günter Brus, Christ Burden, Herbert Brandl, Marianne Brouwer, Chris Burden, Jean-Marc Bustamente, Michael Clegg & Martin Guttmann, Hans-Peter Feldmann, Andrea Fraser, Felix Gonzalez-Torres, Douglas Gorden, Dan Graham, Jan Hoet, Carsten Höller, Max Hollein, Jenny Holzer, Mike Kelly, Kasper König, Jeff Koons, Joseph Kosuth, Maria Lassnig, Bernanrd Marcadé, Paul McCarthy, Christian Philippe Müller, Matt Mullican, Michelangelo Pistoletto, Herman Nitsch, Tony Oursler, Arnuf Rainer, Charles Ray, Stella Rolig, August Ruhs, Jérome Sans, Heim Steinbach, James Turell, Meyer Vaisman, Jan Vercruysse, Lawrence Weiner, Franz West, Denys Zacharopoulos, Slavoj Zizek.
- Indiscipline Centrum Brussel 2000, 26 oktober–3 december, 2000. Live streaming naar Split en BAK Maastricht. Deelnemers: Richard Foreman, Suely Rolnik, Chantal Mouffe (with Anette Baldauf, Katharina Weigartner, Diedrich Diedrichsen, DeeDee Halleck, Doreen Massey, Everlyn Nicodemus, Janos Kovacs, and Kofi Taha), Liam Gillick, Boris Groys, Martha Rosler, Oladélé Ajiboyé Bamgboyé